# Gendarmerie maritime
Die Gendarmerie maritime (GM; deutsch Gendarmerie der Marine) ist die See-Komponente der französischen Gendarmerie nationale und untersteht dem Oberbefehlshaber der französischen Marine.
Die GM hat 1.100 Soldaten im Einsatz, die auf über 30 Patrouillenbooten Dienst tun. Neben der Küste gehören auch die Binnenwasserstraßen zum Zuständigkeitsbereich. Zu den Aufgaben der Gendarmerie Maritime gehört die polizeiliche Arbeit auf den Binnenwasserstraßen und in der ausschließlichen Wirtschaftszone Frankreichs (AWZ), kriminalpolizeiliche Arbeit im Bereich der Schifffahrt, Schutz der französischen Einrichtungen auf See und Search-and-Rescue-Operationen. Wie alle staatlichen Stellen, die Küstenwachfunktionen übernehmen, wird auch die GM von einer Dienststelle beim Amt des Premierministers koordiniert, dem Secrétariat général de la mer.
Die GM verfügt über keine eigenen Fluggeräte, greift aber auf die Aviation Navale (AVIA), die französischen Marineflieger, zurück.

## Stationierung
Kompanien in Frankreich sind stationiert wie folgt:
- am Ärmelkanal und der Nordsee in Cherbourg: 2 Kompanien
- Gruppe Atlantik in Brest: 4 Kompanien
- Gruppe Mediterranean in Toulon: 2 Kompanien
- Kompanie von Paris in Career-on-Seine (direkt der Leitung der GN unterstellt)
- Nationales Ausbildungszentrum der GM (C.N.I.G.M) in Toulon

In den französischen Überseegebieten:
- Guadeloupe: 1 Patrouillenboot
- Französisch-Guayana: 2 High-speed-20-Meter-Motorboote
- Mayotte: 1 Patrouillenboot (20-Meter-High-speed-Motorboot)
- Französisch-Polynesien: 1 Patrouillenboot und eine Brigade
- Neukaledonien: 1 High-speed-Motorboot und 2 Brigaden
- Martinique: 1 Patrouillenboot

## Personal
Offiziere werden von Inhabern eines Master-Abschlusses rekrutiert; Unteroffiziere von Inhabern eines Abiturzeugnisses, das den Zugang zu einem Universitätsstudium ermöglicht; Hilfsgendarmen werden ohne besondere Bildungsvoraussetzung rekrutiert. Mitglieder der Gendarmerie maritime werden unter Offizieren, Unteroffizieren und Hilfsgendarmen mit einigen Jahren allgemeinem Gendarmeriedienst rekrutiert. Befähigungsnachweis für See- oder Binnengewässernavigation und Ausbildung im Sporttauchen ist verdienstvoll für jeden, der Mitglied der maritimen Gendarmerie werden möchte. Innerhalb der maritimen Gendarmerie gibt es weitere Spezialisierungen wie Bootsführer, Mechaniker, Taucher, Techniker für Unterwasseruntersuchungen, operativen Mitarbeiter der See- und Hafensicherheit und Wachoffizier.
| Dienstgradabzeichen |            |           |                 |                    |        |                    |
| Dienstgrad          | Lieutenant | Capitaine | Chef d’Escadron | Lieutenant-colonel | Oberst | Général de brigade |

| Dienstgradabzeichen |          |                         |          |               |       |
| Dienstgrade         | Gendarme | Maréchal des logis Chef | Adjudant | Adjudant-chef | Major |

| Dienstgradabzeichen |                               |                                |           |                |                    |
| Dienstgrade         | Gendarme Adjoint de 2e classe | Gendarme Adjoint de 1er classe | Brigadier | Brigadier-chef | Maréchal des logis |